# Línea 715 (Interurbanos Madrid)
La línea 715 de la red de autobuses interurbanos de Madrid unía la Universidad Autónoma de Madrid con la Universidad Pontificia Comillas.

## Características
Esta línea unía las dos universidades situadas en la zona de Cantoblanco, con un recorrido de aproximadamente 10 minutos entre cabeceras.
La línea fue suprimida el 14 de febrero de 2007, mediante la absorción de su ruta por parte de la línea 714 hasta la Universidad Pontificia Comillas. Antes de la ampliación, la línea 714 tan sólo daba servicio a la Universidad Autónoma de Madrid, enlazando con la línea 715 para llegar a la Universidad Pontificia Comillas. Suprimiendo dicha línea, se prolongó la línea 714 estableciendo una conexión directa a los estudiantes de la Universidad Pontificia Comillas con el Intercambiador de Plaza de Castilla sin necesidad de un transbordo.
La línea contaba con algunos servicios que ampliaban el recorrido puntualmente desde/hasta el Intercambiador de Plaza de Castilla, concretamente el primer servicio de ida y el último servicio de vuelta. Esto se hacía para facilitar la llegada y vuelta de la Universidad Pontificia Comillas sin necesidad del transbordo a la línea línea 714 en la Universidad Autónoma de Madrid.
La línea 714 estuvo operada inicialmente por la empresa Trapsa, hasta que la concesión de la que formaba parte fue adquirida por ALSA en septiembre de 2004, siendo la empresa asturiana la encargada de su explotación desde entonces hasta su supresión. Pese a lo indicado por la referencia (1), la línea 715 nunca ha sido operada por la EMT de Madrid. De hecho, la cabecera de la Universidad Pontificia Comillas se encuentra en el término municipal de Alcobendas.
Otra particularidad de la línea es que consideraba los días festivos del municipio de Madrid, algo extremadamente raro. Esto se debe a que ambas universidades a las que da servicio, se acogen a los festivos del municipio de Madrid, incluyendo la Universidad Pontificia Comillas que se encuentra situada en el término municipal de Alcobendas, dado que no habría estudiantes utilizando la línea en esos días.
La línea no prestaba servicios los sábados laborables, domingos y festivos, siendo su oferta de servicios marcada por los días lectivos de las universidades a las que da servicio.
Siguiendo la numeración de líneas del CRTM, las líneas que circulan por el corredor 7 son aquellas que dan servicio a los municipios situados en torno a la M-607 y comienzan con un 7. Aquellas numeradas dentro de la decena 710 corresponden a aquellas incluidas dentro servicio Madrid - Tres Cantos, lo cual no implica que todas las líneas con dicha numeración lleguen hasta el municipio tricantino ya que la vigente 714 no llega al municipio tricantino, ni tampoco lo hicieron las desaparecidas 715 y 711 -antigua M-9-. Por el contrario, en el mismo servicio están integradas las líneas urbanas de Tres Cantos, que dada su condición no tienen numeraciones 710.
La línea no mantenía los mismos horarios todo el año, reduciendo el número de servicios fuera del periodo lectivo, además de los días excepcionales vísperas de festivo y festivos de Navidad en los que los horarios también cambian y se reducen.
1. ↑  «La línea 714 de la EMT llega ya a la Universidad de Comillas.». Madridiario. 14 de febrero de 2007. Consultado el 7 de agosto de 2023.

## Horarios
| Lunes a viernes laborables lectivos |                |
| UAM > Comillas                      | Comillas > UAM |
| 08:00                               | 08:20          |
| 08:30                               | 08:37          |
| 08:45                               | 08:52          |
| 09:00                               | 09:07          |
| 09:15                               | 09:30          |
| 09:45                               | 10:00          |
| 10:15                               | 10:30          |
| 10:45                               | 11:00          |
| 11:15                               | 11:45          |
| 11:45                               | 12:00          |
| 12:07                               | 12:15          |
| 12:22                               | 12:30          |
| 12:37                               | 12:45          |
| 12:52                               | 13:05          |
| 13:12                               | 13:20          |
| 13:27                               | 13:35          |
| 13:42                               | 13:50          |
| 13:57                               | 14:05          |
| 14:12                               | 14:20          |
| 14:27                               | 14:35          |
| 14:45                               | 15:00          |
| 15:15                               | 15:22          |
| 15:29                               | 15:36          |
| 15:43                               | 15:50          |
| 15:57                               | 16:03          |
| 16:15                               | 16:30          |
| 16:45                               | 17:00          |
| 17:15                               | 17:30          |
| 17:45                               | 18:00          |
| 18:15                               | 18:30          |
| 18:45                               | 19:05          |
| 19:12                               | 19:20          |
| 19:27                               | 19:35          |
| 19:42                               | 19:50          |
| 19:57                               | 20:05          |
| 20:12                               | 20:20          |
| 20:27                               | 20:35          |
| 20:42                               | 20:50          |
| 20:57                               | 21:05          |
| 21:12                               | 21:20          |

1. 1 2  Hasta/desde el Intercambiador de Plaza de Castilla

## Recorrido y paradas

### Sentido Universidad Pontificia de Comillas
La línea inicia su recorrido en el rectorado de la Universidad Autónoma de Madrid, en la Calle de Einstein. Desde aquí toma la Calle de Marie Curie hasta salir del campus y se desvía por la M-616 hacia Alcobendas y llega a su cabecera en la Universidad Pontificia Comillas.
| Código                                                                    | Zona | Localidad  | Denominación                                   | Ubicación                               | Líneas de la parada                                                          | Metro / Cercanías |
| ------------------------------------------------------------------------- | ---- | ---------- | ---------------------------------------------- | --------------------------------------- | ---------------------------------------------------------------------------- | ----------------- |
| Los servicios desde el Intercambiador de Plaza de Castilla comienzan aquí |      |            |                                                |                                         |                                                                              |                   |
| xxxxx                                                                     |      | Madrid     | Intercambiador de Plaza de Castilla            | Paseo de la Castellana Nº195            | 715                                                                          | Plaza de Castilla |
| 3252                                                                      |      | Madrid     | Paseo de la Castellana Nº292 - Hospital La Paz | Paseo de la Castellana Nº292            | 173 174 175 176 178 712 713 714715 716 717 721 722 724 725 726 876 N701 N702 | Begoña            |
| 3670                                                                      |      | Madrid     | Carretera de Colmenar - Hospital Ramón y Cajal | M-607 km. 8,4                           | 175 178 712 713 714 715 716 717 721 722 724 725 726 876 N701 N702            | Ramón y Cajal     |
| Paradas del itinerario normal                                             |      |            |                                                |                                         |                                                                              |                   |
| 07378                                                                     |      | Madrid     | Calle de Einstein - Rectorado                  | Calle de Einstein Nº10                  | 07378 A 714 715 Vuelta 07378 B 714 715 Ida                                   | Cantoblanco       |
| 07377                                                                     |      | Alcobendas | Universidad de Comillas - Edificio B           | Calle de la Universidad de Comillas Nº0 | 715                                                                          | Comillas          |

1. ↑   Antes de la creación del Intercambiador de Plaza de Castilla subterráneo, las líneas realizaban parada en el antiguo intercambiador en superficie. Se desconoce la dársena y código de la parada que recibía dicho intercambiador.
2. ↑  Se desconocen las líneas que compartían dársena con este servicio prolongado de la línea 715.
3. 1 2 3 4 5  En la actualidad esta línea no realiza esta parada
4. ↑  A efectos de nomenclatura, para las líneas de la EMT esta parada se llama Hospital Ramón y Cajal
5. ↑  En la actualidad esta parada la realiza la línea
6. ↑  En la actualidad esta parada la realiza la línea 714
7. ↑  En la actualidad esta parada la realiza la línea

### Sentido Universidad Autónoma de Madrid
El recorrido en sentido UAM es igual al de ida pero en sentido contrario.
| Código                                                                                     | Zona | Localidad  | Denominación                                   | Ubicación                               | Líneas de la parada                                         | Metro / Cercanías |
| ------------------------------------------------------------------------------------------ | ---- | ---------- | ---------------------------------------------- | --------------------------------------- | ----------------------------------------------------------- | ----------------- |
| 07377                                                                                      |      | Alcobendas | Universidad de Comillas - Edificio B           | Calle de la Universidad de Comillas Nº0 | 715                                                         | Comillas          |
| 07378                                                                                      |      | Madrid     | Calle de Einstein - Rectorado                  | Calle de Einstein Nº10                  | 07378 A 714 715 Vuelta 07378 B 714 715 Ida                  | Cantoblanco       |
| Los servicios hasta el Intercambiador de Plaza de Castilla realizan las siguientes paradas |      |            |                                                |                                         |                                                             |                   |
| 12895                                                                                      |      | Madrid     | Carretera M-607 - Universidad Autónoma         | M-607 km. 14,9                          | 714 715                                                     | Cantoblanco       |
| 955                                                                                        |      | Madrid     | Carretera de Colmenar - Hospital Ramón y Cajal | M-607 km. 8,3                           | 175 178 712 713 714 715 716 717 721722724725726876N701 N702 | Ramón y Cajal     |
| 10548                                                                                      |      | Madrid     | Paseo de la Castellana - Hospital La Paz       | Paseo de la Castellana Nº300            | 712 713 714 715 716 717 721722724725726815 876N701 N702     | Begoña            |
| xxxxx                                                                                      |      | Madrid     | Intercambiador de Plaza de Castilla            | Paseo de la Castellana Nº195            |                                                             | Plaza de Castilla |

1. ↑  En la actualidad esta parada la realiza la línea 714
2. 1 2 3 4 5 6 7  En la actualidad esta línea no realiza esta parada
3. ↑  En la actualidad esta parada la realiza la línea
4. 1 2  En la actualidad esta parada la realiza la línea
5. ↑  A efectos de nomenclatura, para las líneas de la EMT esta parada se llama Hospital Ramón y Cajal
6. 1 2 3 4 5 6 7 8 9 10 11 12  Sólo permite el descenso de viajeros
7. ↑   Antes de la creación del Intercambiador de Plaza de Castilla subterráneo, las líneas realizaban parada en el antiguo intercambiador en superficie. Se desconoce la dársena y código de la parada que recibía dicho intercambiador.